# Lê Văn Khương
Lê Văn Khương (1914–1941), bí danh Mười Đen, là một nhà cách mạng Việt Nam, Bí thư Tỉnh ủy Gia Định, Ủy viên Thường vụ Xứ ủy Nam Kỳ của Đảng Cộng sản Đông Dương.

## Cuộc đời
Lê Văn Khương sinh năm 1914 ở Tân Thới Tây, thuộc quận Hóc Môn, tỉnh Gia Định, nay thuộc xã Xuân Thới Thượng, huyện Hóc Môn, Thành phố Hồ Chí Minh. Ông gia nhập Đảng Cộng sản Đông Dương khi những cơ sở Đảng đầu tiên được thành lập ở Nam Kỳ.
Tháng 11 năm 1938, ông là cán bộ Ban Đặc ủy phụ trách các đồn điền cao su, được Xứ ủy cử đến hoạt động ở khu vực Lộc Ninh, Hớn Quản, có nhiệm vụ xây dựng các Hội Ái hữu trong trong công nhân.
Tháng 7 năm 1940, Hội nghị toàn xứ tổ chức ở Tân Hương (Châu Thành, Mỹ Tho) đã bầu Tạ Uyên làm Bí thư Xứ ủy Nam Kỳ, Phan Văn Khỏe và Lê Văn Khương làm Ủy viên Thường vụ Xứ ủy, Phan Văn Bảy, Quản Trọng Hoàng, Phạm Thái Bường, Dương Công Nữ, Thái Văn Đẩu, Phạm Hồng Thám làm Xứ ủy viên. Ban khởi nghĩa xứ được thành lập, ông là Ủy viên phụ trách Ban quân sự, được Xứ ủy phân công làm Bí thư Tỉnh ủy Gia Định thay cho Bùi Văn Ngữ bị Pháp bắt vào tháng 2, kiêm Trưởng Ban khởi nghĩa tỉnh Gia Định.
Trong thời gian chuẩn bị khởi nghĩa, sau mỗi cuộc họp của Xứ ủy và Ban Thường vụ Xứ ủy, ông lại triệu tập Tỉnh ủy để phổ biến kế hoạch và công tác thực hiện. Dưới sự chỉ đạo của Lê Văn Khương, các đồng chí trong Tỉnh ủy như Huỳnh Văn Thớm, Nguyễn Oắng, Hà Đăng Nam (cán bộ Xứ ủy bổ sung), Nguyễn Văn Sáng,... đã thành lập và huấn luyện các đội tự vệ, du kích, xung kích, cho mời thầy võ về hướng dẫn.
Ngày 20 tháng 11 năm 1940, Thường vụ Xứ ủy Nam Kỳ ra lệnh khởi nghĩa. Lê Văn Khương phát hiện liên lạc viên của Tỉnh ủy là Huống đã bị bắt, kế hoạch ở Hóc Môn có khả năng bị lộ nên buộc phải thay đổi. Ngày 22 tháng 11, cuộc khởi nghĩa Nam Kỳ nổ ra, ông trực tiếp chỉ huy quân khởi nghĩa đánh đồn Hóc Môn nhưng không thành công, phải cho lực lượng còn lại rút về các căn cứ Truông Mít (Tây Ninh) để bảo tồn lực lượng.
Tháng 12, bộ phận còn lại của Xứ ủy Nam Kỳ tổ chức cuộc họp ở An Phú Tây để kiểm điểm về sự thất bại của cuộc khởi nghĩa, ông đã nhận quyết định kỷ luật Đảng, xin chịu trách nhiệm chính.
Ngày 14 tháng 5 năm 1941, ông bị thực dân Pháp bắt giữ. Ngày 16 tháng 6, ông bị bắn chết không thông qua xét xử với lý do bỏ chạy trên đường áp giải, khi tuổi đời của ông chưa tới 30.

## Vinh danh
Tượng chân dung của ông được đặt và thờ tại Di tích lịch sử "Nơi họp Hội nghị Xứ ủy Nam Kỳ tháng 9/1940" ở huyện Hóc Môn (Thành phố Hồ Chí Minh) cùng với Võ Văn Tần, Tạ Uyên, Nguyễn Thị Minh Khai, Nguyễn Thị Lựu, Phan Đăng Lưu, Nguyễn Văn Mốt, Trần Văn Mười.
Tên của ông được đặt cho một con đường ở Thành phố Hồ Chí Minh.